# Reinaldo Gorno
Reinaldo Berto Gorno (Yapeyú, 18 juni 1918 – Buenos Aires, 10 april 1994) was een Argentijns langeafstandsloper, die gespecialiseerd was in de marathon.

## Loopbaan
In 1951 won Gorno op de Pan-Amerikaanse Spelen een zilveren medaille op de marathon achter zijn landgenoot Delfo Cabrera. Op de Olympische Spelen van Helsinki in 1952 veroverde hij op de marathon een zilveren medaille in 2:25.35 achter Emil Zátopek.
In 1954 won Gorno de marathon van Fukuoka en een jaar later de marathon van Enschede.

## Titels
- Zuid-Amerikaans kampioen veldlopen - 1945
- Zuid-Amerikaans kampioen 20 km - 1946
- Zuid-Amerikaans kampioen halve marathon - 1953

## Palmares

### marathon
- 1951:  Pan-Amerikaanse Spelen in Buenos Aires - 2:45.00
- 1952:  OS - 2:25.35
- 1954:  marathon van Fukuoka - 2:24.55
- 1955:  marathon van Enschede - 2:26.33